# يحيى بن محمد المناوي
شرف الدين أبو زكريا يحيى بن محمد بن محمد بن محمد بن أحمد بن مخلوف بن عبد السلام المناوي المصري الشافعي (798-871هـ / 1396-1467م) فقيه شافعي، وقاضي القضاة، وهو جدّ الشيخ عبد الرؤوف المناوي شارح «الجامع الصغير» وذكره في «طبقاته» وأثنى عليه بما لا مزيد عليه.

## نشأته
كان يحيى المناوي من أهل القاهرة، فمنشأه ووفاته بها، لكن أصله من منية بني خصيب (في الصعيد) ونسبته إليها. ولي قضاء الديار المصرية، وحُمدت سيرته ومدحه بعض كبار الشعراء، كالنواجي. وصنف كتباً، منها «شرح مختصر المزني» في فروع الشافعية، و «أربعون حديثا»، وله نظم ونثر. وامتحن مرات. ولما مات رثاه كثيرون.
وقال السيوطي في «حسن المحاضرة»: هو شيخنا، شيخ الإسلام، ولد سنة ثمان وتسعين وسبعمائة، ولازم الشيخ ولي الدّين العراقي، وتخرّج به في الفقه والأصول، وسمع الحديث عليه، وعلى الشّرف بن الكويك، وتصدّر للإقراء والإفتاء، وتخرّج به الأعيان، وولي تدريس الشافعي، وقضاء الدّيار المصرية.

## وفاته
قال السيوطي: وتوفي ليلة الاثنين ثاني جمادى الآخرة (871هـ)، وهو آخر علماء الشافعية ومحقّقيهم، وقد رثيته بقولي:
قلت لمّا مات شيخ العصر حقّا باتّفاق
حين صار الأمر ما بين جهول وفسّاق
أيّها الدّنيا لك الويل إلى يوم التّلاق